# O Peso da Água
O Peso da Água (em inglês:  The Weight of Water) é um filme franco-canado-estadunidense de 2000, dos gêneros drama, policial e suspense, dirigido por Kathryn Bigelow, com roteiro de Alice Arlen e Christopher Kyle baseado no romance homônimo de Anita Shreve. 
Embora tenha estreado no Festival Internacional de Cinema de Toronto em 2000, só foi lançado nos Estados Unidos em novembro de 2002.

## Sinopse
A fotógrafa Jean Janes (Catherine McCormack) viaja para o arquipélago de Shoals com seu marido Thomas (Sean Penn), o irmão deste, Richard (Josh Lucas) e a namorada de Richard (Elizabeth Hurley) para investigar o assassinato de duas imigrantes norueguesas ocorrido em 1873 na desolada ilha de Smuttynose. Nessa jornada, Jean ainda precisa enfrentar sua desconfiança de que Thomas lhe seja infiel.

## Prêmios e indicações
| Evento                         | Prêmio/categoria           | Recipiente      | Resultado                   |
| ------------------------------ | -------------------------- | --------------- | --------------------------- |
| Festival de San Sebastián 2000 | Prêmio Concha de Ouro      | Kathryn Bigelow | Indicada[carece de fontes?] |
| Festival By the Sea 2001       | Prêmio Cinema e Literatura | Kathryn Bigelow | Venceu[carece de fontes?]   |